# William Kittredge
Pour les articles homonymes, voir Kittredge.
William Kittredge, né dans le sud-est de l'Oregon le 14 août 1932 et mort le 4 décembre 2020, est un écrivain américain qui peut être classé dans la mouvance des écrivains du Montana.

## Formation
William Kittredge grandit dans le ranch fondé par son grand-père, dans la Vallée Warner (en), qui dépend du Comté de Lake (Oregon). Après une scolarité commencée dans le hameau voisin d'Adel (Oregon) (en) il poursuit ses études secondaires en Californie puis à nouveau en Oregon. Il travaille d'abord comme éleveur puis quitte ce métier à l'âge de 35 ans pour intégrer le programme d'écriture créative de l'Université de l'Iowa. Par la suite il enseigne la littérature anglo-saxonne et l'écriture créative à l'Université du Montana de 1969 jusqu'à sa retraite, en 1997.

## Contributions à la littérature de l'Ouest américain
William Kittredge devient connu du grand public en 1987 avec son recueil Owning It All: Essays, dans lequel il critique la vision populaire de l'Ouest, qui n'est selon lui qu'une mythologie déguisée de la conquête afin de mieux justifier la violence qui la caractérisait.

Il participe également à la production du film Et au milieu coule une rivière réalisé en 1992 par Robert Redford. La même année paraît La porte du ciel. Ces mémoires, qui remontent à 1911 avec la création de l'exploitation familiale par le grand-père de l'auteur, narrent le déclin en moins de trois générations de cette terre, qui accompagne aussi celui de la famille Kittredge et de William en particulier. Thomas McGuane a pu dire de ce livre qu'écrit «à partir de la douleur d'avoir grandi au sein d'un rêve qui se meurt», «c'est un peu l'histoire du jardin d'Éden et de sa chute».

## Œuvres
- William Kittredge, The Willow Field, Vintage, 2006, 352 pages.  (ISBN 1400034124)
- William Kittredge, The Nature of Generosity, Vintage, 2000, 288 pages.  (ISBN 0679756876)
- William Kittredge, The Portable Western Reader, Penguin Books, 1997, 624 pages.  (ISBN 0140230262)
- William Kittredge, Who owns the West?, Mercury House, 1995, 176 pages.  (ISBN 1562790781)
- William Kittredge, Lost Cowboys (But Not Forgotten), Whitney Museum of American Art, 1992.
- William Kittredge, Owning It All: Essays, Graywolf Press, Saint-Paul, 2002 (1987), 184 pages.  (ISBN 1555973663)
- William Kittredge, La porte du ciel (Hole in the Sky: A Memoir, 1992), Albin Michel, Collection Terres d'Amérique, 1996, 244 pages.  (ISBN 2226086102)
- William Kittredge, We Are Not In This Together: Stories, Graywolf Press, 1984, 128 pages.  (ISBN 0915308444)
- William Kittredge, Cette histoire n'est pas la vôtre (Van Gogh Field And Other Stories, 1978), Albin Michel, Collection Terres d'Amérique, 2000, 283 pages.  (ISBN 2226116516)

## Source
- (en) Cet article est partiellement ou en totalité issu de l’article de Wikipédia en anglais intitulé « William Kittredge » (voir la liste des auteurs).